# دیتمار بارچ
دیتمار بارچ (انگلیسی: Dietmar Bartsch؛ زادهٔ ۳۱ مارس ۱۹۵۸) سیاست‌مدار اهل آلمان است. او عضو حزب چپ (آلمان) است و همراه با زهرا واگن‌کنشت ریاست فراکسیون این حزب را در بوندستاگ به عهده دارد.